# Vordersiedlung
Vordersiedlung ist ein bewohnter Gemeindeteil der Gemeinde Bestensee im Landkreis Dahme-Spreewald in Brandenburg.

## Geografische Lage

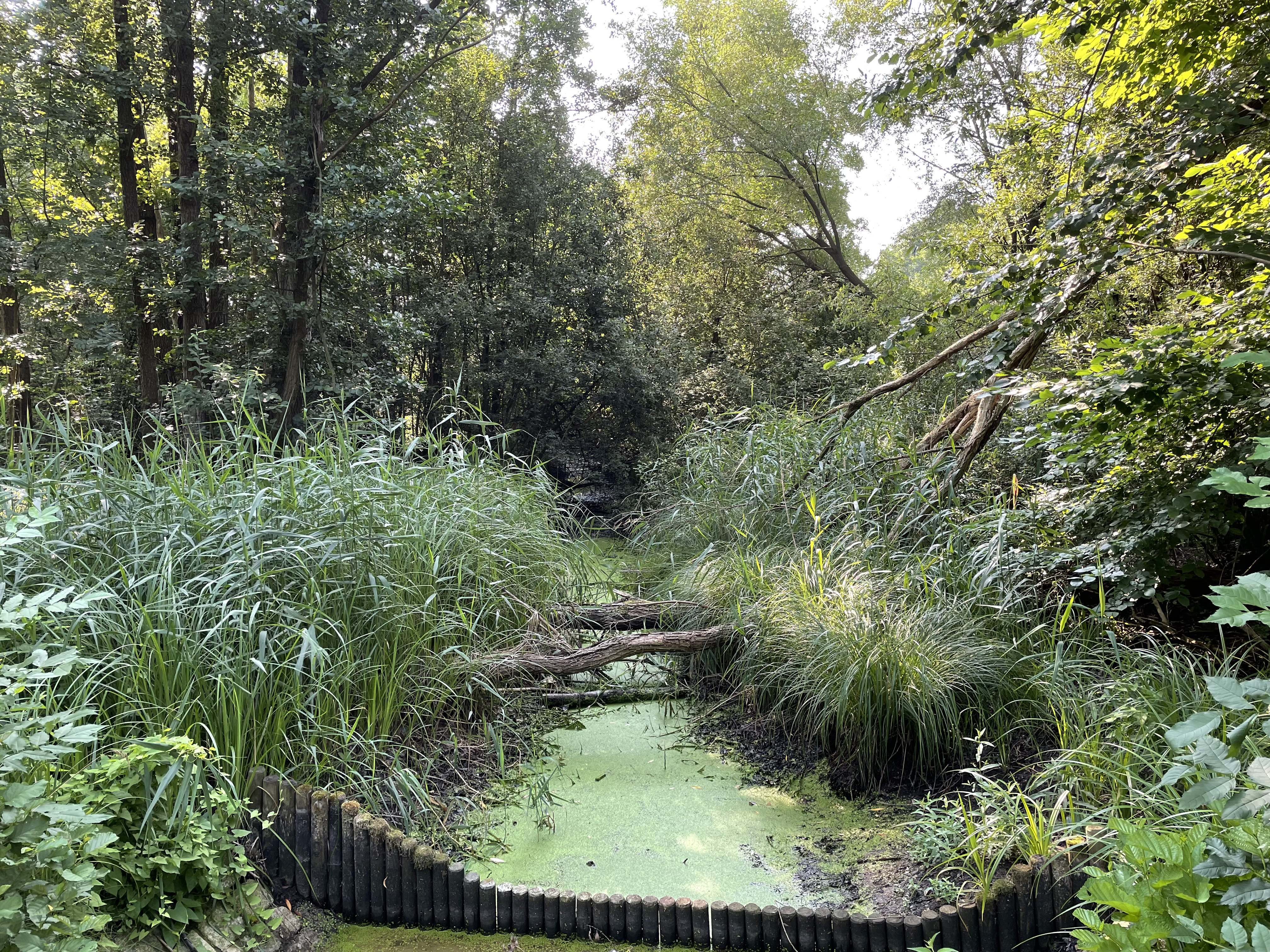
Seeverbindungsgraben

Der Gemeindeteil liegt rund 1,3 km südlich des Gemeindezentrums. Nordwestlich befindet sich der weitere Gemeindeteil Klein Besten, östlich der Pätzer Vordersee und südlich der weitere Gemeindeteil Hintersiedlung. Die westlich gelegenen Flächen werden vom Seeverbindungsgraben in den Klein Bestener See entwässert.

## Geschichte
In den Karten des Deutschen Reiches (1902–1948) ist noch keine durchgängige Wohnbebauung erkennbar. Die Erschließung erfolgte demnach erst in der Zeit der DDR. Im Jahr 1950 wurde die Siedlung unter der Bezeichnung Am Vordersee als Wohnplatz von Bestensee aufgeführt.